# Олігофренія
Порушення інтелектуального розвитку (застарілі терміни «розумова відсталість», «олігофренія») — системне порушення пізнавальної діяльності, яке має незворотний характер; органічне ураження кори головного мозку, що має не прогресувальний перебіг; особливий розвиток дитини, котрий не вичерпує всіх її потенційних можливостей. Вона навчатиметься, проте дуже повільно, а певні знання та навички може не опанувати.
За часом набуття виділяють дві форми порушень інтелектуального розвитку: олігофренія та деменція.
Олігофренія (дав.-гр. ὀλίγος — «малий» + φρήν — «розум») — це форма розумового і психічного недорозвинення, яка виникає в результаті ураження ЦНС (у першу чергу кори головного мозку) у пренатальний (внутрішньоутробний), натальний (під час пологів) або постнатальний (на самому ранньому етапі життєвого розвитку) періоди. Раніше виділяли в олігофренії ще тяжкі її форми: імбецильність та ідіотія. З XXI століття такі назви визнано невідповідним і не застосовуються. Виділяються порушення інтелектуального розвитку різних ступенів — від легкого до глибокого.
Деменція (від лат. dementia — божевілля) — слабоумство, стійке зниження пізнавальної діяльності, критики, пам'яті, ослаблення й огрубіння емоційно-вольової сфери, яке виникає у віці після 2-3 років.
МКХ-10 класифікує наступні ступені розумової відсталості:
- F70. Розумова відсталість легкого ступеня.
- F71. Розумова відсталість помірного ступеня.
- F72. Розумова відсталість тяжкого ступеня.
- F73. Глибока розумова відсталість.
- F78. Інші форми розумової відсталості.
- F79. Розумова відсталість, неуточнена.

## Загальна характеристика
Олігофренія належить до великої групи захворювань, пов'язаних з порушенням онтогенезу (дизонтогенії). Її розглядають як аномалію з недорозвиненням психіки, особистості і всього організму хворого.
Клінічно однорідна група захворювань різної етіології, поєднаних двома обов'язковими ознаками:
- психічним недорозвиненням з перевагою інтелектуальної недостатності;
- відсутністю прогредієнтності.

Динаміка олігофренії пов'язана з віковим розвитком (еволютивна динаміка), з декомпенсацією або компенсацією стану, патологічними реакціями під впливом вікових кризів і різних екзогенних, у тому числі психогенних, факторів.
До олігофреній не слід відносити:
- уроджені або дитячі прогредієнтні захворювання, що супроводжуються слабоумством;
- залишкові явища раннього органічного ураження головного мозку з деменцією;
- вторинні затримки розвитку, обумовлені різними фізичними дефектами, ураженням мови, слуху і т. д.

Олігофренами не є малообдаровані діти і діти з тимчасовою затримкою розвитку у зв'язку з захворюваннями, що виснажують, або внаслідок несприятливих умов середовища і виховання (соціальна й педагогічна занедбаність, емоційна депривація).
У багатьох країнах олігофренія поєднується з різними формами рано виниклої деменції й затримками психічного розвитку під узагальнюючою назвою «розумова відсталість». Основним діагностичним критерієм розумової відсталості вважається кількісна оцінка інтелекту за стандартними психологічними тестами (коефіцієнт інтелекту).
У 15-ій доповіді Комітету експертів Всесвітньої організації охорони здоров'я з психогігієни (1967) зазначені такі критерії:
- легка розумова відсталість — IQ = 50-70;
- середньої тяжкості — IQ = 35-50;
- значна — IQ = 20-35;
- глибока — IQ менше 20.

## Епідеміологічна довідка
Розумова відсталість широко розповсюджена в усьому світі (1 — 3 % населення). Приблизно 75 % осіб, віднесених до розумово відсталих, мають легку відсталість (IQ>50). Інші, тобто ті, у кого IQ<50, складають приблизно 4 на 1000 населення 10 — 14 років. В останні роки відзначається деяке збільшення кількості розумово відсталих. Це пояснюється ростом загальної тривалості життя, а також зменшенням смертей дітей з вадами розвитку і дефектами НС завдяки успіхам медицини. Має значення і точніший, ніж колись, облік олігофренів у багатьох країнах.

## Етіологія
Етіологічні фактори олігофренії, залежно від часу впливу, прийнято поділяти на три основні групи:
- спадкові, у тому числі пов'язані з ушкодженням генеративних клітин;
- внутрішньоутробні, що діють на зародок і плід;
- перинатальні та перших 3-х років позаутробного життя.

Незважаючи на безсумнівні досягнення в дослідженнях етіології розумової відсталості, у багатьох випадках вона залишається невідомою (за різними підрахунками від 50 до 90 %). Олігофренію з неясною етіологією і неясною клінічною картиною умовно відносять до «недиференційованої» на відміну від «диференційованої», при якій відома етіологія або досить вивчена клінічна картина.

## Клінічні прояви
Незважаючи на велику розмаїтність клінічних форм, олігофренії властиві загальні ознаки психічного недорозвитку. По-перше, слабоумство є дифузним, «тотальним»: страждає не тільки пізнавальна діяльність, але й особистість у цілому. Виявляються ознаки недорозвитку не тільки інтелекту і мислення, але й інших психічних функцій (сприйняття, пам'ять, увага, мова, моторика, емоції, воля і т. д.).
По-друге, спостерігається переважне недорозвинення найбільш диференційованих, онтогенетично молодих функцій — мислення і мови при відносному збереженні еволюційно древніших елементарних функцій і інстинктів.
Більш за все ця особливість виявляється в олігофренів у слабкості абстрактного мислення, нездатності до узагальнення, до відвернених асоціацій, у перевазі тільки конкретних зв'язків, що не виходять за межі звичних уявлень. Слабкість абстрактного мислення відбивають і особливості сприйняття, уваги, пам'яті. Критика знижена, пам'ять недорозвинена. Виразність різних психопатологічних проявів при олігофренії прямо залежить від глибини дефекту.
В анамнезі хворих на олігофренію звичайно є затримка фізичного і психічного розвитку (статичних і локомоторних функцій, розуміння і відтворення мови, інтелекту й особистості дитини). Ступінь затримки розвитку також корелює з глибиною слабоумства.
Олігофренія нерідко супроводжується пороками розвитку окремих органів і систем. Ці пороки іноді настільки типові, що дозволяють поставити діагноз ще до проявів психічного недорозвинення (наприклад, мікроцефалія, синдром Дауна). Пороки фізичного розвитку — різні дисгенезії і дисплазії — частіше спостерігаються при внутрішньоутробному ураження, причому найгрубіші системні аномалії пов'язані з більш ранніми термінами поразки або патологією хромосомного апарата.
Типовій, «справжній», олігофренії не властива яка-небудь характерна неврологічна картина, можна відзначити лише розлиту невиразну симптоматику. Осередкова резідуальна неврологічна симптоматика спостерігається у випадках ускладненої олігофренії.

## Класифікація олігофренії
Існують різні класифікації інтелектуальних порушень. Найуживаніша — за рівнем інтелекту.
Існує й етіологічна класифікація. У залежності від темпераменту осіб з інтелектуальними порушеннями підрозділяють на торпідних (загальмованих) і еретичних (збудливих).
Олігофренії розділяються також на прості, при яких клінічна картина вичерпується явищами недорозвинення, і ускладнені, які включають, крім ознак недорозвинення, резидуальні симптоми органічного ураження головного мозку й ознаки органічного психосиндрому.

### Порушення інтелектуального розвитку легкого ступеня
Особи з даним порушенням здатні до навчання, опановують нескладні трудові процеси, можливе їхнє соціальне пристосування у відомих межах. Стандартні тести вказують на рівень інтелекту в межах IQ = 50 — 70. Особи з легким ступенем розумової відсталості засвоюють мову з деякою затримкою, проте вони здатні її використовувати у своєму щоденному спілкуванні, підтримувати розмови на побутову тематику, брати участь у бесіді. Але для їхнього мовлення притаманні фонетичні викривлення, обмеження словникового запасу, недостатність розуміння слів, їхнє неточне розуміння та неадекватне вживання. Емоції недостатньо диференційовані, неадекватні. Вони не відповідають значним змінам, які відбуваються навколо і з самою розумово відсталою людиною. Не дивлячись на те, що такі діти опановують поведінковими нормами, їхні рольові функції у суспільстві досить обмежені. Несамостійність, підвищена навіюваність і здатність до наслідування часто призводить до того, що поведінка перебуває у значній залежності від прагнень і афектів, від безпосередніх обставин, в яких перебуває суб'єкт.

### Порушення інтелектуального розвитку помірного ступеня
IQ = 35-49. Розвиток характеризується несформованими пізнавальними процесами. Мислення неконкретне, непослідовне, інертне і, як правило, такі особи не здатні до утворення абстрактних понять. Мовлення починає формуватись у віці 3-5 років, супроводжується дефектами. Словниковий запас досить бідний, складає приблизно 200—300 слів. Таким людям впродовж всього життя потрібна допомога і контроль.

### Порушення інтелектуального розвитку тяжкого ступеня
IQ = 20-34. Для цих суб'єктів характерним є низький рівень засвоєння різних навичок. Для них
притаманні низькі рівні функціонування. У більшості з них спостерігаються низький рівень розвитку моторики, порушення координації рухів, наявність інших відхилень, які обумовлені органічними порушеннями головного мозку. Моторна невмілість іноді має такий характер, що їм потрібно значно більше часу для
опановування навичками самообслуговування і санітарно-гігієнічними навичками. Частина дітей цієї групи не вміють самостійно пересуватись.

### Порушення інтелектуального розвитку глибокого ступеня
IQ нижче 20. Особи є дуже обмеженими щодо можливостей розуміти або виконувати інструкції. Більшість з них є малорухомими або значно обмеженими в моторних можливостях, страждають на хронічні захворювання внутрішніх органів, енурез, емпокрез тощо. Потреби і дії мають примітивний характер, рухові реакції хаотичні, нецілеспрямовані, спостерігаються явища гіперкінезу, інколи виникає моторне збудження без будь-яких причин і наявності зовнішніх подразників. При даній патології повністю відсутня пізнавальна діяльність. 

## Клінічні форми олігофренії, встановлені за етіологією
Розрізняють такі групи і форми олігофренії:

### Перша група
Олігофренії, обумовлені спадковими факторами:
1. справжня мікроцефалія;
2. дізостотичні форми — синдром Крузона, синдром Аперта й ін.;
3. ксеродермічні форми (синдром Рада);
4. ензимопатичні форми, обумовлені порушеннями білкового, вуглеводного, ліпідного й іншого видів обміну — феніл-кетонурія, галактоземія, гаргоілізм, синдром Марфана й ін.;
5. хвороба Лоуренса-муна-барде-бидля й інші рідкі спадкові захворювання;
6. олігофренії, зумовлені хромосомними абераціями — хвороба Дауна, синдром Шерешевського—Тернера, синдром Клайн-Фелтера й ін.;
7. олігофренії, спричинені мутагенним ураженням генеративних клітин батьків (іонізуюча радіація, хімічні агенти тощо).

### Друга група
Олігофренії, спричинені внутрішньоутробним ураженням зародка і плоду (ембріо- і фетопатії):
1. вірусними інфекціями, наприклад краснухою вагітних (рубеолярна ембріопатія);
2. уродженим сифілісом, токсоплазмозом, лістеріозом і іншими інфекціями;
3. гормональними порушеннями й іншими ендогенними й екзогенними токсичними факторами.

### Третя група
Олігофренії, обумовлені шкідливими факторами перинатального періоду і перших 3-х років життя:
1. обумовлені імунологічною несумісністю крові матері і плоду, наприклад конфліктом по резус-фактору;
2. спричинені асфіксією плоду і немовляти, а також родовою травмою;
3. спричинені перенесеними в ранньому дитинстві інфекціями і черепно-мозковими травмами;
4. атипові олігофренії, обумовлені уродженою гідроцефалією або краніостенозом, що сполучаться з дитячим церебральним паралічем, переважним недорозвиненням окремих систем головного мозку, тяжкими порушеннями сенсорних функцій тощо

## Окремі форми олігофренії
Справжня (первинна), спадково обумовлена, мікроцефалія зустрічається досить рідко. Крім малих розмірів черепа, існують диспропорція між невеликим черепом і нормальним ростом, різке недорозвинення мозкової частини черепа в порівнянні з обличчям, низьке похиле чоло, надмірний розвиток надбрівних дуг, витягнута форма голови. Інтелектуальна недостатність звичайно відповідає ідіотії або глибокій імбецильності. Незважаючи на значне слабоумство, відзначаються емоційна жвавість, підвищена наслідуваність і сугестивність. Мікроцефали емоційно хитливі і піддаються афекту гніву.
Несправжня (вторинна), церебропатична, мікроцефалія обумовлена внутрішньоутробним ураженням зародку або плоду. Поряд з ознаками недорозвинення часто відзначаються осередкові неврологічні симптоми і судомні припадки; деформація черепа грубіша, аніж при справжній мікроцефалії, і поєднується з диспластичною статурою; велика відсталість у зрості та масі тіла. Слабоумство більш тяжке, хворі мляві, апатичні, похмурі. Чіткої межі між справжньою та несправжньою мікроцефалією немає.
Синдром Рада — рідка аномалія, поєднання іхтіозу з олігофренією. Успадковується по рецесивному типу. Шкіра вкрита сухими лусочками, що нагадують риб'ячу луску. При тяжких формах іхтіозу діти швидко вмирають. Психічне недорозвинення часто супроводжується судомними нападами. Існують форми іхтіозу без слабоумства й інших психічних розладів.
Невоїдні форми слабоумства, або факоматози (хвороба Стерджа — Вебера — Краббе, хвороба Гіппеля — Ліндау, нейрофіброматоз І типу, туберозний склероз), прогредієнти, і віднесення цих форм до олігофренії сумнівне і спірне.
Фенілкетонурія (фенілпіровиноградна олігофренія) пов'язана з порушенням обміну фенілаланіну; успадковується по рецесивному типу. Слабоумство сполучається з депігментацією (від альбінізму до світлого кольору волосся та райдужної оболонки ока) і приблизно у 30 % випадків із судомними нападами. Слабко розвинена мозкова частина черепа. У деяких хворих є епікант, гіпертелоризм; іноді від них виходить своєрідний запах («мишачий», або «запах вовка»). Відзначається пітекоїдна поза та неспритна хода, рухи погано координовані, з елементами стереотипії, атетоїдних і хореоподібних гіперкінезів. М'язовий тонус змінений. Різко виражене слабоумство. Ознаки психічного недорозвинення виявляються ще в немовлят. Протягом першого року життя можлива тенденція до прогресування слабоумства, після 4 — 8 років стан стабільний.
Гомоцистеінурія пов'язана з порушенням обміну метионіну, успадковується по рецесивному типу, супроводжується затримкою психомоторного розвитку, судомами, м'язовою слабкістю або спастичністю. Типові очні симптоми (ектопія кришталика, катаракта, дегенерація сітківки та ін.), почервоніння шкіри в області вилочкових дуг.
Галактоземія, фруктозурія і сукрозурія відносяться до ензимопатій вуглецевого обміну, успадковуються по рецесивному типу. Клінічна картина: з дитинства — проноси, гіпотрофія й інші тяжкі соматичні розлади, які призводять у більшості випадків до смерті. Психічне недорозвинення виражене сильно, супроводжується значною млявістю, іноді судомними нападами.
Ензимопатії, пов'язані з порушенням ліпідного обміну, супроводжуються, як правило, слабоумством (наприклад, амавротична сімейна ідіотія, хвороба Німанна—Піка). До олигофреній ці форми не відносяться (згадуються з урахуванням диференціальної діагностики).
Гаргоілізм (мукополісахаридоз, множинний дизостоз) обумовлений, як вважають, нагромадженням мукополісахаридів у клітинах ретикулоендотелію печінки, селезінки та кісток. Порушене енхондральне і периостальне окостеніння. В перші роки життя повільно наростає слабоумство, що пов'язане з ураженням клітин головного мозку продуктами порушеного обміну. Гаргоілізм відносять до олігофреній без належної підстави.
Арахнодактилія (синдром Марфана). Рідко зустрічається, спадково обумовлена аномалія розвитку; передається по домінантному типу. Характерний зовнішній вигляд хворих: високий зріст, худоба, подовжені і тонкі кінцівки, «павукові» пальці рук (що послужило підставою для позначення всієї аномалії). Пороки розвитку кістяка поєднані з пороками серцево-судинної системи й ока. Слабоумство — від глибокого до найлегшого; іноді розумової недостатності взагалі немає. В основі патогенезу захворювання лежать порушення будови коллагену й еластичних волокон та пов'язані з цим ураження сполучної тканини. Біохімічні порушення близькі до тих, що спостерігаються при мукополісахаридозах.
Хвороба Лоренса — Муна — Барде — Бідля — рідкісний різновид спадкової олігофренії з 5 основними симптомами: гіпогеніталізмом, ожирінням, очними розладами (пігментний ретиніт, атрофія зорових нервів), синдактилією або полідактилією і психічним недорозвиненням, що досягає значного ступеня.
Хвороба Дауна відноситься до олігофреній, обумовлених хромосомними аномаліями, пов'язана із зайвою 21 хромосомою. Частота хвороби серед немовлят коливається в межах від 1:600 до 1:900. Встановлено, що чим старша мати, тим більший ризик появи дитини з хворобою Дауна. Діти мають невеликий зріст, короткі кінцівки у порівнянні з довжиною тулуба, короткі пальці (великий палець розташований низько, мізинець скривлений), невеликий череп зі сплощеним переніссям, каріозні зуби, що ростуть неправильно, високе піднебіння. Верхня щелепа часто недорозвинена, нижня виступає. Язик товстий, із грубими поперечними борознами («мошонковий язик»). Вуха маленькі, деформовані. Волосся на голові сухе, рідке. Шкіра шорсткувата, на щоках часто рум'янець. У немовлят на райдужних оболонках очей ділянки депігментації. Велике значення для розпізнавання мають атипово розташовані складки на долонях, зміна дактилоскопічного візерунка. Статеві органи та вторинні статеві ознаки недорозвинені. Спостерігаються уроджені вади серця, загальна гіпотонія м'язів і своєрідна хода з неспритними рухами. Моторика неспритна, обличчя має маловиразний, тупий вираз, рот напіввідчинений. Розумова відсталість у 75 % випадків досягає імбецильності, у 20 % — ідіотії і тільки в 5 % — дебільності. Хворі вирізняються підвищеною сугестивністю, наслідуваністю. Однак у порівнянні з глибиною інтелектуального дефекту емоційна сфера представляється збереженою. Переважають риси еретичного темпераменту, але зустрічаються й торпідні хворі.
Синдром Шерешевського — Тернера властивий тільки особам жіночої статі. Обумовлений недоліком однієї Х-хромосоми (формула каріотипу 45,ХО), у зв'язку з чим відсутній і статевий хроматин. Хворим властиві статевий інфантилізм, дисплазії, малий зріст, коротка широка шия з характерною крилоподібною шкірною зморшкою від сосцевидного відростку скроневої кісти до акроміального відростку лопатки. Вуха низько розташовані, деформовані. Нерідкі вади серцево-судинної системи. Розумова відсталість відзначається не завжди, буває різного ступеня, частіше нерізкого.
Синдром трипл-х спостерігається тільки в жінок, характеризується зайвою X-хромосомою та подвійним статевим хроматином у клітинних ядрах (формула каріотипу 47.ХХХ). Частота синдрому трипло-х вища, ніж синдрому Шерешевского-Тернера. Клінічна картина багато в чому подібна, але більш поліморфна. Відставання в розумовому розвитку відзначається майже у всіх хворих із синдромом трипло-х і виражене більше, а у статевому менше, ніж при синдромі Шеревського—Тернера. Ріст і фізичний розвиток нормальні.
Синдром Клайнфелтера властивий тільки особам чоловічої статі, обумовлений збільшенням загального числа хромосом (47,48 і більше) через зайву Х-хромосому (формула каріотипу частіше 47,XXY, може бути і більше Х- або Y-хромосом, але число X-хромосом завжди переважає). Клінічні прояви синдрому Клайнфелтера складаються з гіпогеніталізму й ознак змішаної статі. Яєчка недорозвинені або атрофічні; слабко виражені вторинні статеві ознаки. Хворі мають високий зріст, євнухоподібні пропорції, у багатьох випадках гінекомастію, безплідність.
Ступінь психічного недорозвинення при синдромі Клайнфельтера варіює в значних межах, але переважає легка дебільність; у невеликої частини хворих зниження інтелекту немає. У хворих з незначною розумовою відсталістю усвідомлення своєї неповноцінності нерідко спричинює реактивні психічні порушення.
Синдром дубль-Y (XYY) зустрічається тільки в чоловіків і пов'язаний із зайвою Y-хромосомою. Характерні сполучення високого зросту з євнухоїдними пропорціями й агресивна поведінка. Психічне недорозвинення виражене мало, відзначається приблизно в 80 % хворих.
Рубеолярна вірусна ембріопатія пов'язана з ураженням зародка вірусом краснухи від матері, що хворіє. Частота рубеолярної олігофренії корелює з частотою краснухи. Ймовірність ураження ембріону прямо залежить від термінів вагітності (частіше 5 — 9 тижня) Слабоумство сполучається з типовою тріадою симптомів — вади розвитку ока, серцево-судинної системи та слухового апарату. Нерідкі дефекти зубів, загальне фізичне недорозвинення, пороки розвитку кістяка та сечостатевих органів. Психічне недорозвинення хворих буває звичайно дуже глибоким, супроводжується імпульсивністю.
Олігофренія, обумовлена уродженим сифілісом, часто виникає внаслідок специфічного ураження плоду (фетопатія). Симптоматика уродженого сифілісу складається з залишкових явищ перенесеного плодом специфічного процесу й олігофренії. Ознаки слабоумства виявляються дуже рано і різного ступеня. Крім психічного недорозвинення, можливі епілептиформний, психопатоподібний і астенічний синдроми. Обов'язкові резидуальні неврологічні симптоми (насамперед зіничні), часті ознаки специфічного ураження органів чуття (кератити, отити, риніти), внутрішніх органів (мезаортит, цироз печінки) і кісток (періостити, остеофіти). Характерні різні дисплазії (деформація черепа, зміна форми зубів, високе піднебіння, сідлоподібний ніс, скривлення кінцівки і т. д.) і порушення трофіки із загальним фізичним недорозвиненням. Велике значення мають лабораторні дані, у першу чергу специфічні зміни у крові і спинномозковій рідині (реакція Вассермана, крива Ланге, реакція іммобілізації блідої трепонеми — РІБТ).
Олігофренія, яку спричинив токсоплазмоз, виявляється в основному як аномалія розвитку, але може бути і наслідком внутрішньоутробного або перинатального запального процесу, що стосується насамперед головного мозку й очей. Слабоумство поєднується з тетрадою симптомів — очні порушення (хориоретиніт, колобома, мікрофтальмія, катаракта), гідроцефалія (або мікроцефалія) і судомні напади. Поряд з цим відзначаються деформація черепа, асиметрія лицьового кістяка, неправильна будова вух, піднебіння, зубів і інші вади. Можливе ураження внутрішніх органів. Неврологічна симптоматика резидуальна. Судомні припадки виникають серіями. Психічне недорозвинення досягає глибокої імбецильності, ідіотії. Нерідкі епілептиформний, психопатоподібний і астенічний синдроми. Для діагностики мають значення дослідження очного дна, рентгенографія черепа і лабораторні дані (позитивна внутрішньошкірна проба, реакція зв'язування комплементу в крові), а також епідеміологічні дані й анамнестичні дані про викидні матері.
Олігофренія, обумовлена лістериозом, звичайно пов'язана з внутрішньоутробним ураженням плоду або (набагато рідше) з ураженням головного мозку дитини в ранньому постнатальному періоді. Психічне недорозвинення при цьому буває дуже глибоким, поєднується з ознаками органічного ураження ЦНС. Мають значення дані лабораторних досліджень, зокрема реакція Пауля — Буннеля.
Гіпотиреоїдна олігофренія (кретинізм) — виражений гіпотиреоз, уроджений або ранній, найчастіша з усіх форм слабоумства, обумовлених ендокринними порушеннями. Розрізняють ендемічний кретинізм — уроджений гіпотиреоз, що виникає внутрішньоутробно внаслідок недостатнього вмісту йоду у питній воді, і спорадичний кретинізм (спостерігається в будь-якій місцевості), спричинений спадковим дефектом синтезу гормону щитоподібної залози. Самостійний різновид гіпотиреозу — уроджена або рано набута мікседема; у її основі лежить ембріональний порок розвитку або атрофія щитоподібної залози.

## Клінічні прояви
Клінічні прояви ендемічного кретинізму й уродженої мікседеми дуже подібні і залежать від нестачі тиреоідину. Основні ознаки кретинізму — затримка фізичного і психічного розвитку і «слизуватий набряк» (мікседема). Психічне недорозвинення (від легкої дебільності до тяжкої ідіотії) тим більше виражене, чим раніше виник гіпотиреоз і чим довше тривав його вплив на розвиток хворого, особливо без специфічної терапії. Дефіцит тиреоідину значно змінює клінічну картину олігофренії, у першу чергу привносить до неї симптоми ендокринного психосиндрому (порушення потягів, ослаблення спонукань, розладу настрою).
Соматичні ознаки кретинізму й уродженої мікседеми — відставання фізичного розвитку і диспропорція статури (довгий тулуб, короткі кінцівки із широкими кистями і стопами, скривлення гомілок, різкий лордоз), недорозвинення статевих органів і вторинних статевих ознак, «слизуватий набряк» (мікседема), що виявляється більше всього на обличчі та шиї. Щитоподібна залоза може бути зменшена або збільшена внаслідок компенсаторної гіпертрофії (зоб). Брахіцефалія, низьке чоло, широке запале перенісся з коротким носом, неправильний розвиток зубів, деформація вух, товсті губи, великий, що не вміщається в роті, язик, рідке сухе волосся, глухий низький голос визначають зовнішній вигляд хворих. Часто спостерігаються сонливість, брадикардія, зниження артеріального тиску, гіпотонія кишечнику (роздутий живіт, часті запори), пупкова грижа. Значно виражені симптоми вегетативної дистонії.
Олігофренія, обумовлена гемолітичною хворобою немовлят, виникає при імунологічній несумісності крові матері і плоду, частіше за резус-фактором. У результаті відбувається гемоліз еритроцитів немовляти і розвивається гіпербілірубінемія, що призводить до ураження базальних гангліїв і кори головного мозку («ядерна жовтяниця», або білірубінова енцефалопатія). Тріада симптомів: екстрапірамідні рухові порушення (головним чином атетоз), приглухуватість і ознаки слабоумства. Інтелект коливається від нормального до вираженої відсталості; глибоке слабоумство спостерігається рідко.
Олігофренія, спричинена асфіксією плоду і немовляти, а також пологовою травмою. В внутрішньоутробному і перинатальному періодах мають значення й інші шкідливі фактори. Клінічна картина неоднорідна: з одного боку, симптоми недорозвинення, з іншого — залишкові явища ушкодження головного мозку (енцефалопатія немовляти). Слабоумство (від легкої дебільності до тяжкої ідіотії) поєднується з неврологічними симптомами, явищами астенії, психопатоподібними особливостями поведінки, а іноді і судомними нападами.
Олігофренії, обумовлені ранніми постнатальними інфекціями і травмами, мають ряд загальних особливостей. Відсутні характерні для уроджених форм олігофренії диспластичність статури і вади розвитку окремих органів. У зв'язку з органічною поразкою частіше виявляються резидуальні неврологічні симптоми, діенцефальні та гіпертензійні явища. Психічне недорозвинення поєднується із симптомами органічної деменції. Відзначаються психо-патоподібний або епілептиформний синдром, стійке зниження працездатності.
Олігофренія, яку спричинила гідроцефалія, спостерігається тільки при тяжкій водянці головного мозку. Слабоумство коливається від легкої дебільності до ідіотії. Мова розвинена набагато краще, аніж мислення; завдяки добрій механічній пам'яті хворі мають відносно великий запас слів, користуються завченими мовними штампами і складними зворотами, не розуміючи їхнього змісту. У хворих добрий музичний слух, здатність до усної лічби. Вони балакучі, ейфоричні, добросердні, лише деякі дратівливі, похмурі, схильні до афективних спалахів. Нерідко бувають судомні напади. Фізичні, ознаки вираженої уродженої гідроцефалії досить типові: великий череп з опуклим чолом і сплощеними орбітами, трикутне обличчя — маленьке у порівнянні з великим черепом. Тім'ячко довго не заростає і сильно набухає. Шкіра на голові тонка, крізь нею просвічують виразні контури вен, особливо на скронях і біля кореня носа. Майже у всіх хворих спостерігаються ті чи інші рухові порушення (парези, паралічі кінцівок), застійні диски й атрофія зорових нервів, діенцефальні симптоми, а також вади слуху і вестибулярного апарату. Тиск спинномозкової рідини при пункції підвищений.
Краніостеноз — наслідок передчасного заростання черепних швів: різка деформація черепа, на рентгенограмі зміна форми і структури кісток черепа, відсутність одного або кількох швів. У клінічний картині значне місце належить підвищенню внутрічерепного тиску (біль голови, блювання, розлади свідомості, зниження зору). Розумова відсталість буває по-різному вираженою, поєднується з ознаками органічного психосиндрому.
Олігофренія, що поєднується з дитячим церебральним паралічем (ДЦП), спостерігається приблизно в 60 % випадків цього захворювання, виражена різною мірою, характеризується нерівномірністю і складною структурою. Хворі збудливі, метушливі, відзначаються емоційна і сенсорна гіперестезія, виснаженість. Можливі уповільненість і ригідність.

## Лікування і профілактика олігофренії
Лікування олігофренії можна умовно розділити на специфічне, симптоматичне і корекційне (лікувально-педагогічне).
Специфічна терапія можлива при деяких різновидах олігофренії із встановленими етіологією та патогенезом.
Дієтотерапія ефективна при ферментопатіях при фенілкетонурії — обмеження натурального білка та заміна його гідролізатом казеїну, бідного фенілаланіном; при гомоцистинурії — обмеження продуктів, багатих метионіном (м'ясо, риба та ін.); при галактоземії, фруктозурії, сукрозурії — виключення з раціону вуглеводів.
При уроджених ендокринопатіях, насамперед кретинізмі та мікседемі показана гормональна терапія.
Специфічна терапія при уродженому сифілісі проводиться за схемами в залежності від термінів виникнення клінічних явищ (ранній або пізній уроджений сифіліс) і від того, чи є залишкові явища або ознаки активного процесу. В останньому випадку терапія повинна бути особливо інтенсивною і наполегливою з обов'язковим застосуванням антибіотиків. Якщо переважають залишкові явища без прогредієнтності (резидуальний уроджений сифіліс), то проводиться симптоматичне лікування.
Для лікування токсоплазмозу застосовують сульфаніламідні препарати у поєднанні з хлоридином (дарапримом) у вигляді повторних курсів.
Специфічною терапією можна вважати й обмінне переливання крові немовляті при резус-конфлікті. Нарешті, специфічна терапія можлива при нейроінфекціях — антибіотики.
Ефективність терапії багато в чому залежить від своєчасного застосування відповідних засобів і звичайно тим вища, чим раніше починають лікування. Терапія спрямована не стільки на усунення дефекту, скільки на попередження його розвитку і прогресування.
Симптоматична терапія олігофренії принципово не відрізняється від лікування інших захворювань (дегідратаційна, розсмоктуюча, загальнозміцнююча, протисудомна, седативна терапія). Значно розширилися її можливості у зв'язку з досягненнями психофармакології. До симптоматичних засобів можна віднести й медикаменти, що стимулюють психічний розвиток — ноотропи (аміналон, гаммалон, пірацетам), а також ніамід і інші психостимулятори.